# سعود الفارسی
سعود الفارسی (عربی: سعود خميس الفارسي؛ زادهٔ ۳ آوریل ۱۹۹۳) بازیکن فوتبال اهل عمان است.
از باشگاه‌هایی که در آن بازی کرده‌است می‌توان به باشگاه فوتبال صور اشاره کرد.
وی همچنین در تیم‌های ملی فوتبال زیر ۲۳ سال عمان و عمان بازی کرده‌است.